# Peridroma aequa
Peridroma aequa là một loài bướm đêm trong họ Noctuidae.